# 利索韋 (布拉特西克區)
48°1′19″N 31°39′33″E / 48.02194°N 31.65917°E
利索韋（烏克蘭語：Лісове），是烏克蘭南部的村莊，隸屬尼古拉耶夫州的沃茲涅先斯克區。該村始建於1794年，面積0.57平方公里，海拔高度146米，2001年人口105，人口密度每平方公里184.2人。